# Il vizio dell'arte
(Alan Bennett, Il Vizio dell'Arte)
Il Vizio dell'Arte (The Habit of Art) è un dramma di Alan Bennett del 2009.

## Trama
Lo spettacolo mostra una prova della produzione del National Theatre del "Giorno di Calibano", un nuovo dramma che racconta un immaginario incontro tra W. H. Auden e Benjamin Britten, venticinque anni dopo la loro collaborazione: Britten sta componendo Morte a Venezia e Auden si convince erroneamente che il vecchio amico voglia essere aiutato nella stesura del libretto. Le prove sono continuamente interrotte dai commenti degli attori, che mettono in luce le proprie debolezze, dimenticanze, incertezze e paure. A complicare le cose si aggiunge la presenza del drammaturgo e l'assenza del regista, sostituito da Key, la direttrice di scena.

## Produzioni
La commedia debutta il 5 november 2009 alla sala Lyttelton del Royal National Theatre di Londra, con Richard Griffiths nel ruolo di Fitz (l'attore che interpreta Auden), Alex Jennings nel ruolo di Henry (che interpreta Birtten), Frances de la Tour (Kay), con la regia di Nicholas Hytner. Il ruolo di Fitz doveva essere interpretato originariamente da Michael Gambon, sostituito all'ultimo momento da Griffiths per motivi di salute. La performance del 22 Aprile 2010 è stata registrata dal vivo e trasmessa in più di 200 cinema in tutto il mondo da NTLive.
La prima produzione italiana viene messa in scena al Teatro dell'Elfo di Milano a partire dal 21 ottobre 2014, con la regia di Ferdinando Bruni e Francesco Frongia, scene e costumi di Saverio Assumma. Elio De Capitani interpreta Henry, Ferdinando Bruni è Fitz, Ida Marinelli è Kay. Lo spettacolo vince il Premio Hystrio Twister 2015.